# Kayes (region)
Kayes er en  region  i Mali. Den ligger helt mod vest i landet og grænser til regionen Koulikoro i øst. Den grænser også til landene Mauritanien i nord, Senegal i vest og Guinea i øst. Nationalparken Boucle du Baoulé ligger i den østlige del af regionen.

## Historie
Regionen var kerneområdet i kongedømmet Khasso i 1800-tallet. I løbet af 1800-tallet fik franskmændene kontrol over området og byen Kayes blev hovedstad i Fransk Sudan i 1892.

## Administrativ inddeling
Kayes er inddelt i syv kredse (Cercle).
1. Bafoulabé
2. Diéma
3. Kita
4. Kéniéba
5. Kayes
6. Nioro
7. Yélimané

14°0′N 10°10′V / 14.000°N 10.167°V